# يان سونج
يان سونج (20 مارس 1981 بداليان في الصين - ) هو لاعب كرة قدم كوري جنوبي في مركز الوسط. شارك مع منتخب الصين لكرة القدم. أما مع النوادي، فقد لعب مع جيجو يونايتد وجيجيانغ غرينتاون وشانغهاي غرينلاند شينهوا ونادي داليان شيده وDalian Transcendence F.C. ‏.

## روابط خارجية
- يان سونج على موقع دوري كوريا الجنوبية (الإنجليزية)
- يان سونج على موقع قاعدة بيانات كرة القدم.إي يو (الإنجليزية)
- يان سونج على موقع ناشيونال فوتبول تيمز (الإنجليزية)
- يان سونج على موقع Soccerway.com (الإنجليزية)